# Avatar (együttes)
Az Avatar egy magyar hard rock zenekar, amelyet 2006-ban alapított meg Gellér Tamás gitáros, és Szepesi Richárd billentyűs. Egy hét számot tartalmazó 2006-os demot követően 2008-ban jelent meg első nagylemezük A Szabadság felé címmel. Eddigi pályafutásuk során három albumot adtak ki, az utolsó 2021-ben jelent meg Fényre várva címmel.

## Történet
Az együttest 2006 februárjában alapította meg Gellér Tamás gitáros Szepesi Richárd billentyűssel, és Danhauser Soma énekessel. Tamás visszaemlékezése szerint egy esős februári hétköznap este kezdődött minden, az Örsön, egy szakadt kocsmában, 3 sör, fél doboz cigi, néhány jó lemez és egy elázott rockmagazin mellett.
A zenekar első felállása Radnai Viktor basszusgitárossal és Pápai Barnabás dobossal lett teljes. Barnabást hamarosan Kiss Zoltán váltotta fel, és már az első próbákon megszülettek az Illúzióhíd, és a Színész fohásza című számok.
Első koncertjükre a budapesti Rocktogon klubban került sor, majd Paróczi Krisztián személyében új dobos került a zenekarba. Ezt követően folyamatosan adtak koncerteket, majd 2006 augusztusában Forog a gép címmel elkészítették első demo anyagukat. A kiadványra hét saját dal került fel, melyek közül több szerepet kapott a későbbi debütalbumon is. Közben egy baleset következményeképpen leégett az együttes próbaterme, majd Danhauser Soma is kilépett a zenekarból.
Az új énekes megtalálása érdekében meghallgatásokra került sor, melyek folyamán a jelenlegi P. Mobil énekes Baranyi László is feltűnt a jelöltek között. Az új énekes végül az erdélyi Gary Moore Jam Band tagja Moldován György Szabolcs lett. Az énekes vizumproblémái miatt azonban csak 2007 februárjában tudtak először fellépni. Márciusban vidéki városokban léptek fel, elsőként Miskolcon a Hard vendégeként. Ezt követően olyan városok fesztiváljain léptek fel, mint Pécs, Nagytarcsa, Gyöngyös és Szabadka.
2007 nyarát további fellépések és tehetségkutatókon való szereplés jellemezte. Ecseren elsők lettek a legjobb zenekarok között, míg a szabadkai String fesztiválon 3. lett az együttes a legjobb zenekar kategóriában, míg a legjobb gitáros kategóriában Tamás az első lett. A további koncertekre olyan előadók előzenekaraként került sor, mint a Hard, a Kormorán, vagy a The Rock Band.
Az első album 2008 decemberében jelent meg A szabadság felé címmel. A 14 dalt tartalmazó albumon Nachladal István vendégénekesként szerepel a A színész fohásza című számban. A lemez először a decemberi-januári Hammer World magazin mellékleteként jelent meg, majd kereskedelmi forgalomba is került a Hammer kiadó jóvoltából. A lemezen az együttes sajátos hangzása mellett az Edda/Lord fémjelezte magyar hard rock és a Deep Purple hatása is tetten érhető. Az album kedvező kritikákban részesült, a zenekar pedig a 2. helyezett lett a hardrock.hu magazin Az év magyar zenekara listáján.
2009-ben az Erdélyben megrendezett VIII. Székelyföldi Rockmaraton fesztivál egyik napján főzenekarként léptek fel. Az előadás sikere miatt október 23-án még egy koncertet beiktattak a székelyudvarhelyi Thunder Rock Clubba. Ezt követően vidéken koncertezett a zenekar olyan városokat érintve, mint Szeged, Zsámbék, Nagybörzsöny, Aszód, Csévharaszt, Magyarhertelend, Halásztelek, Pécs, és Szombathely. A fellépések után Radnai Viktor elhagyta a zenekart, így az új basszusgitáros Kiss Barna lett, aki korábban a Nemadomfel és a Villon Trióban zenélt.
2010 tavaszán egyéb elfoglaltságaira hivatkozva a billentyűs hangszereket megszólaltató Szepesi Richárd lépett ki a zenekarból, helyére Szebényi Dániel került. A tagság stabilizálódása után az Edda 30 éves jubileumi turnéjának nyitózenekaraként járták be az országot, majd egy újabb Székelyföldi Rockmaratonos fellépés mellett a Gyergyószentmiklós közelében megrendezett EMI Táborban is adtak koncertet. Ezeken a fellépéseken már Paróczi Bence játszott a basszusgitáron. 2010 őszén megkezdődtek a második album munkálatai, majd tavasszal stúdióban vonultak, hogy rögzítsék az ötleteiket. A második nagylemez végül 2011 novemberében Szívünkbezárva címmel jelent meg, ismét a Hammer Music terjesztésében és a Hammer World magazin mellékleteként.
Az album némileg elkanyaródást jelentett elődjétől, mivel ezen már sokkal inkább az 1980-as évek dallamos hard rock és AOR stílusa köszön vissza, megidézve olyan előadók munkásságát is, mint a Foreigner vagy a Journey. A Külön utakon című dal képében egy Journey feldolgozás (Seperate ways) is helyet kapott az anyagon. Az album ismét pozitív kritikákat kapott, több kereskedelmi rádió is elkezdte játszani a dalokat, valammint készített interjút a zenekarral.
2011 novemberében 5. születésnapjukat ünnepelve ingyen koncertet tartottak a budapesti Crazy Mama Music Pubban. A három órás előadáson a zenekar korábbi tagjai mellett Kalapács József is felbukkant, akivel régi Omen és Pokolgép dalokat adtak elő. Ezekben a számokban Horváth Imre, a Rubicon gitárosa is csatlakozott a zenekarhoz.
2012. januárjának végén Kaiser Szilárd személyében új tag csatlakozott az együtteshez, azóta stabil a felállás.  Az együttes így hattagúvá bővült.

## Tagok

### Jelenlegi tagok
- Moldován György Szabolcs " Szaszkó " - ének, akusztikus gitár (2006-2012 október), (2014-februártól napjainkig)
- Szepesi Richárd – billentyűs hangszerek, vokál (2006-2010), (2014-februártól napjainkig )
- Gellér Tamás – gitár, vokál (2006-napjainkig)
- Paróczi Krisztián – dobok, ütőhangszerek (2006-napjainkig)
- Bokor Levente - basszzusgitár (2021-napjainkig)

### Korábbi tagok
- Pápai Barnabás - dob (2006)
- Kiss Zoltán – dob (2006)
- Danhauser Soma – ének (2006)
- Radnai Viktor – basszusgitár (2006-2009)
- Kiss Barna – basszusgitár (2009-2010)
- Gudics Máté - ének (2013-2014 )
- Szebényi Dániel – billentyűs hangszerek (2010-2013)
- Budai Benjámin - billentyűs hangszereken (2013- 2014)
- Paróczi Bence – basszusgitár (2010-2012 februárig), vokál, gitár (2012-2016)
- Kaiser Szilárd - basszusgitár (2012-2016)

### Demo kiadványok
- Forog a gép (2006)
- Forog a gép II (2007)

### Stúdióalbumok
- A szabadság felé... (2008)
- Szívünkbezárva (2011)
- Fényre várva (2021)